# Caminata
Caminata (qui signifie en français : promenade) était une commune italienne de la province de Plaisance dans la région Émilie-Romagne en Italie.
Depuis le 1er janvier 2018, la commune est fusionnée avec Pecorara et Nibbiano sous le nouveau toponyme de Alta Valta Tidone. 

## Administration
| Période                                  | Période | Identité | Étiquette | Qualité |
| ---------------------------------------- | ------- | -------- | --------- | ------- |
|                                          |         |          |           |         |
| Les données manquantes sont à compléter. |         |          |           |         |

### Communes limitrophes
Canevino, Nibbiano, Ruino